# Музеј кинематографије у Солуну
Музеј кинематографије у Солуну налази се у очуваној згради Складишта А луке, на пристаништу А, на крају плаже, у близини Аристотеловог трга у Солуну. У музеју се може пратити еволуција кинематографије у Грчкој.
У музеју се налазе различити предмети из музејских збирки, богата филмска архива и збирка џиновских постера. У оквиру музеја је и просторија за пројекције Такиса Канелопулоса, где се приказују филмови из Солунске филмске библиотеке.
Музеј кинематографије у Солуну једини је музеј овакве врсте у Грчкој.
Сврха музеја је прикупљање, спасавање и приказ елемената филмског живота земље. У оквиру овог циља музеј се стара о проучавању и документовању материјала који се односи на кинематографску уметност, као и о организацији истраживачких и образовних програма у сарадњи са другим сродним органима.

## Историја
Музеј кинематографије у Солуну основан је 1997. године, када је Солун био европска престоница културе. Тачније, Управни одбор Организације Културне престонице Европе-Солун 1997. основао је посебну институцију за биоскоп у Солуну под називом „Музеј филма Солуна”. Основан је као самостални део Солунског филмског фестивала, али је 2003. године издвојен из Фестивала и ради као правно лице приватног права под надзором Министарства културе Грчке. Од 23. децембра 2010. године спојен је са филмским фестивалом.
Први директор Музеја кинематографије у Солуну са мандатом до 2002. био је филмски критичар Алексис Дерментцоглу, а председник Апостолос Папагијанопулс. Потом је директор био професор Гиоргос Катсангелос, а председник директор Тасос Псарас. Од 1. јуна 2005. до спајања музеја са Солунским филмским фестивалом у децембру 2010. године његов директор је био филмски критичар Василис Кечагијас, а председник Ђорђе Милонас. Димитрис Еипидис је био генерални директор Филмског фестивала у Солуну и Музеја филма у Солуну од маја 2010. до марта 2016. године.
Од априла 2016. генерални директор Солунског филмског фестивала и Музеја филма у Солуну је Елисе Заландо.

## Збирке
Међу збиркама Музеја кинематографије у Солуну су следеће колекције:

### Колекција „ХЕЛАФИ”
Колекција „ХЕЛАФИ” (Хеленички плакат) је колекција џиновских филмских плаката коју је Музеју кинематографије у Солуну доделила Организација за промоцију хеленске културе „Културна олимпијада 2001—2004”. Колекција „ХЕЛАФИ” се сматра јединственом у свету јер поред ручно осликаних џиновских постера садржи скице оловком, литографије, акварелне радове, кинеско мастило и бојице обухвата.

### Збирка Константина Арванитидиса
Колекција Арванитидиса обухвата ручно рађене џиновске постере различитих димензија за грчке и стране филмове, који су постављени на фасадама биоскопа у Солуну. Такође, ту су и записници и разна документа Уније сликара, знаковара, декоратера и оглашивача Солуна „О Апелис“.

### Збирка Николаоса и Екатеринаса Билилиса
Колекција Билили обухвата око 55 филмова, углавном грчких од 1962. до 1972. године, али и страних продукција, из земаља као што су САД, Енглеска, Немачка, Индија и други. Такође су укључени француски документарни филмови, неми филмови, немачки актуелни догађаји, амерички цртани филмови, грчки концерти, рекламе као и трејлери из САД-а, Русије, Италије, Енглеске, Кине, Француске и Турске. Друга категорија колекције Билили је разна кинематографска опрема и прибор, као што су фотоапарати и пројектори, филмске траке, магични фењер из 1890. године, дисплеји, сочива, наслови, чауре, фото негативи, лампе и друго.

### Збирка Василија Пападопулоса
Пападопулосова колекција обухвата филмове, актуелности, цртане филмове, филмске спотове, трејлере и документарне филмове из разних земаља Америке и Европе, укључујући Грчку. Ова збирка такође има пројекторе, књиге и литературу о биоскопу.

### Друге колекције
Садрже и колекцију Министарства Македоније-Тракије која се састоји од око 90 едукативних филмова из 1970-их, углавном грчких, али и америчких, као и разних трејлера модерних филмова углавном енглеске продукције.
Филмски музеј у Солуну је административно подређен Солунском филмском фестивалу.

## Солунска филмска библиотека
У музеју од 2013. године ради и филмска библиотека. У њеној колекцији налазе се филмске књиге и часописи на грчком и страном језику, непрофитне филмске организације „СТУДИО-паралелног кола” и Солунског филмског фестивала.

## Образовни програми
Едукативни програми су такође укључени у годишњу активност музеја. Њихов циљ је да кроз интерактивне и искуствене акције трансформишу биоскоп у алтернативно средство за учење и знање и да на креативан начин упознају ученике са филмским наративним и изражајним средствима овог посебног „језика”.
Солунска филмска библиотека је члан Међународне федерације филмских библиотека.